# Kreosot

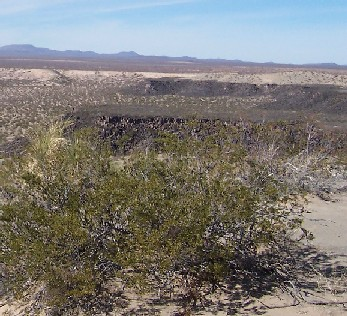
Keř Larrea tridentata

Kreosot je název používaný pro škálu produktů dělících se na dřevný kreosot a kreosot z uhelného dehtu. Dřevný kreosot se získává vysokoteplotním zpracováním bukového nebo jiného dřeva, anebo z pryskyřice keře Larrea tridentata („kreosotový keř“).
Termín kreosot (též kreosotový olej) se však nejčastěji používá pro kreosot z uhelného dehtu. Tento kreosot je registrován EPA jako prostředek k ochraně dřeva. Destiluje se ze surového koksárenského dehtu a je tvořen především polycyklickými aromatickými uhlovodíky (PAU, PAH), ale obsahuje také fenoly a kresoly.
Pojem se používá i v souvislosti s tvorbou uhlíkového materiálu v komínech při spalování dřeva.

## Dřevný kreosot
Dřevný kreosot je bezbarvá až nažloutlá viskózní kapalina kouřového zápachu a spálené chuti. Na rozdíl od vzhledu a chuti je chemické složení zcela odlišné od kreosotu z uhelného dehtu. Dřevný kreosot se skládá z guajakolu, kreosolu, o-kresolu a 4-ethylguajakolu, z rostlinných fenolů, nikoli z petrochemikálií.
Dřevný kreosot se používal jako dezinficiens, laxativum a prostředek proti kašli, ale byl již z většiny nahrazen novějšími léky.
Populární japonský protiprůjmový Kampo lék Seirogan obsahuje jako hlavní složku 133 mg dřevného kreosotu (z bukového, javorového nebo dubového dřeva) v jedné dávce pro dospělého.

## Kreosot z uhelného dehtu

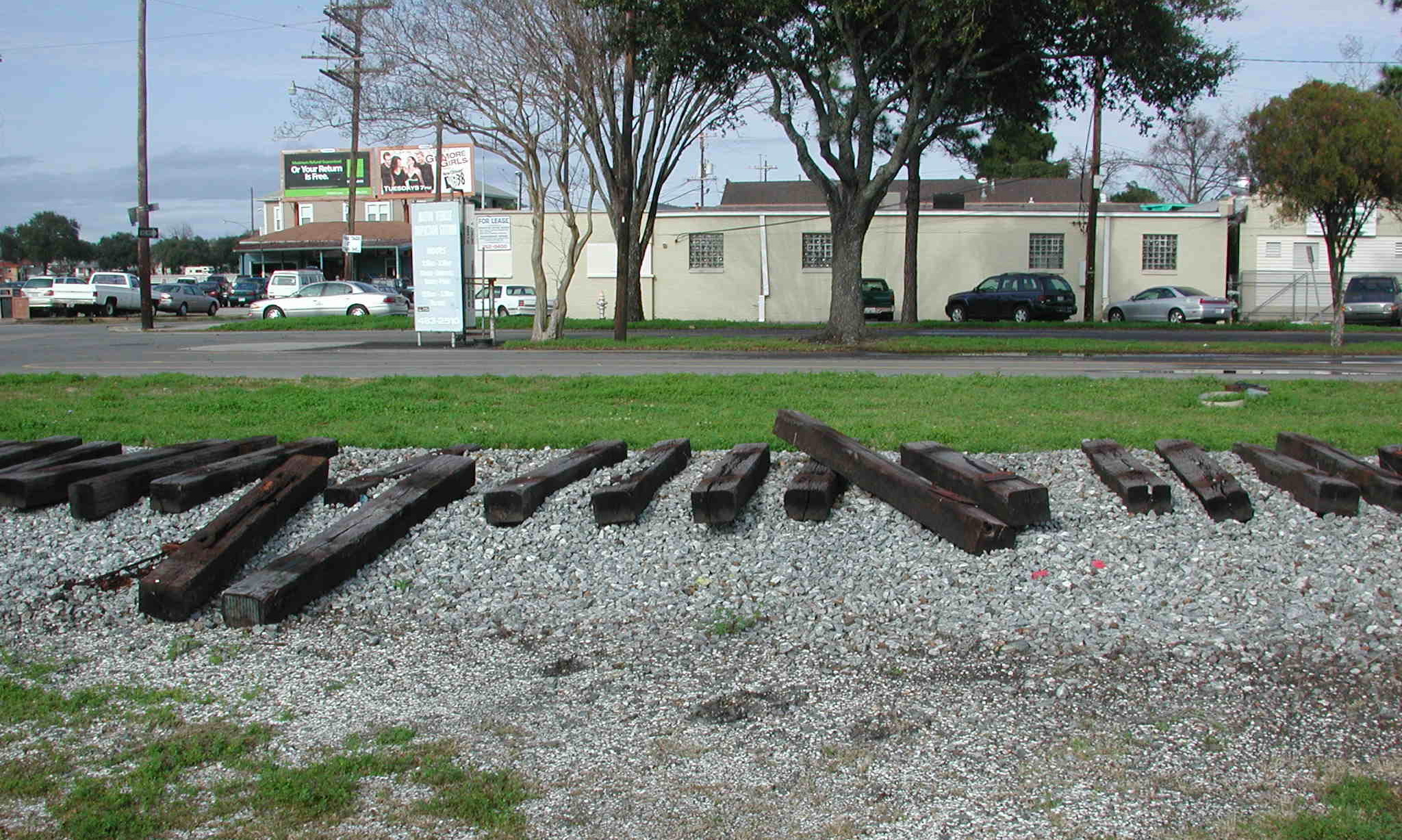
Kreosot se používá ke konzervaci železničních pražců

Když většina lidí používá termín kreosot, míní tím kreosot z uhelného dehtu. Ten se v USA široce používá pro ochranu dřeva. Je to kalná, olejovitá kapalina typicky jantarové až černé barvy. Asociace amerických konzervovačů dřeva uvádí, že kreosot "by měl být destilát kompletně vyrobený z dehtů produkovaných při karbonizaci bitumenového uhlí". Uhelný dehet používaný pro určité účely může být směsí dehtového destilátu a dehtu jako takového. Viz AWPA Standards.
Převažujícím využitím kreosotu v USA je ochrana sloupů nadzemních vedení, železničních pražců a dřevěných mostních konstrukcí proti hnilobě. Kreosot je pro tento účel registrován EPA. Produkty uhelného dehtu se používají i v medicíně, a to pro léčbu onemocnění jako je psoriáza a jako repelent pro zvířata a ptáky, insekticid a fungicid. Některé šampony proti lupům také obsahují dehtové roztoky. Kvůli karcinogenitě kreosotu zakázala Evropská unie prodej dřeva ošetřeného kreosotem a vyžaduje, aby byl prodej kreosotu omezen pouze na profesionální uživatele.

## Účinky dehtového kreosotu na zdraví
Podle ATSDR může požívání potravin nebo pití vody kontaminovaných velkými dávkami kreosotu z uhelného dehtu způsobit poleptání úst a krku a bolesti žaludku.
ATDSR také uvádí, že krátký kontakt s velkými dávkami kreosotu z uhelného dehtu může způsobit vyrážku nebo jiné podráždění kůže, poleptání očí, křeče, dezorientaci, potíže s ledvinami nebo játry, bezvědomí, ale i smrt. Delší kontakt kůže s menšími koncentracemi kreosotových směsí nebo jejich parami může vést ke zvýšené citlivosti na světlo, poškodit rohovku nebo kůži. Delší expozice kreosotovým parám může způsobit podráždění dýchacího traktu.
Mezinárodní agentura pro výzkum rakoviny (IARC) určila, že kreosot z uhelného dehtu je pravděpodobně karcinogenní pro člověka (skupina 2A) , a to na základě dostatečných důkazů u zvířat a částečných důkazů u lidí. Je poučné připomenout, že testy na zvířatech, o něž se IARC opírá, zahrnovaly nepřetržitou aplikaci kreosotu na oholenou kůži hlodavců. Po týdnech aplikace kreosotu se u zvířat vyvinuly nádorové kožné léze a v jednom testu léze na plicích. EPA uvádí, že kreosot z uhelného dehtu je možný lidský karcinogen.
U dětí neexistují žádné odlišnosti při expozici kreosotu. Děti vystavené kreosotu budou pravděpodobně trpět stejnými následky na zdraví, jako dospělé osoby. Není známo, zda se děti od dospělých liší v citlivosti na kreosot.
Studie mortality pracovníků používajících kreosot, provedené v roce 2005, nenašla žádné důkazy pro zvýšené riziko smrti na nádory jakožto důsledek expozice kreosotu. Na základě nálezů studie největší mortality pracovníků zaměstnaných v provozech konzervace dřeva nebyly nalezeny důkazy, že by práce v provozech kreosotové konzervace dřeva nebo expozice ochranným přípravkům založených na kreosotu měla souvislost s jakýmkoli významným zvýšením mortality, ať už místně specifickými nádory nebo nemaligními onemocněními. Studie zahrnovala 2 179 zaměstnanců z 11 závodů v USA, kde se ošetřovalo dřevo kreosotovými přípravky. Někteří pracovníci zahájili svou činnost ve 40. až 50. letech. Období pozorování bylo 1979-2001. Průměrná délka zaměstnání byla 12,5 roku. Třetina ze studovaných osob byla zaměstnána více než 15 let.